# Marion (Louisiana)
Marion è un comune degli Stati Uniti d'America, situato nello Stato della Louisiana, in particolare nella parrocchia di Union.